# Leonie Biegel
Leonie Biegel (Amsterdam, 1 augustus 1963) is een Nederlands televisieregisseur en producent.
Biegel wordt geboren als de dochter van schrijver Paul Biegel (1925-2006) en zijn vrouw Maria Sträter (1929 - 2008). Ze heeft een jongere broer, Arthur (1964 - 1992). Na de middelbare school volgt Biegel de opleiding productie- en regieassistente aan de Media Academie in Hilversum, waar ze in 1987 afstudeert. In de jaren die daarna volgen werkt ze mee aan programma's als Zeg 'ns Aaa, Sonja op... en Zomergasten. Als regieassistente was ze achter de schermen betrokken bij series als Vrouwenvleugel, Medisch Centrum West en Het Zonnetje in Huis. In 1996 volgt Biegel de cursus Regie aan de Media Academie. Twee jaar later gaat ze voor Joop van den Ende Produkties aan de slag, waar ze de soap Goudkust en de komedie SamSam regisseert.
De laatste jaren houdt Biegel zich vooral bezig met het beheer van het oeuvre en de nalatenschap van haar vader.